# 6 Ottobre (città)
6 Ottobre è il nome della municipalità egiziana di al-Sādis min Uktūbir (in arabo السادس من أكتوبر‎?) nel governatorato di Giza, situata a circa 20 km a sud-ovest del Cairo, che conta circa 184 000 abitanti. Fa parte della prima generazione di città fondate dall'Autorità per le nuove comunità urbane.
La città è stata il capoluogo del governatorato del 6 Ottobre dalla sua istituzione (2008) alla soppressione (2011).
La città è dotata di un aeroporto, di un'università privata, la "Jāmiʿa Sādis min Uktūbir" (in inglese "6th October University"), di un distretto ad alta tecnologia (Smart Village) e di un'ampia zona industriale che costituisce il polo automobilistico del paese, infatti molte aziende straniere hanno impiantato qui i propri stabilimenti.
La giapponese Suzuki ha iniziato a produrre qui dal 1989 le vetture Swift e Vitara. Altro gruppo giapponese presente è la Nissan che nel 1997 ha aperto un impianto destinato a produrre veicoli commerciali leggeri come i pick-up e più di recente la berlina Sunny.
Il costruttore di veicoli Mercedes-Benz è presente in Egitto sin dagli anni cinquanta ma solo dal 1997 quando è stata costituita la EGA (Egyptian German Automotive) che ha iniziato a produrre le vetture Classe C e Classe E sul suolo egiziano.
Nel 2003 un altro gruppo automobilistico tedesco, la BMW ha iniziato a produrre automobili qui, attraverso la Bavarian Auto il cui stabilimento assembla svariati modelli di vetture BMW e della cinese Brilliance.
Il nome della città commemora il riuscito attraversamento da parte dell'esercito egiziano del Canale di Suez, il 6 ottobre 1973, durante la guerra del Kippur. Il 6 ottobre è anche la Giornata delle Forze Armate Egiziane.